# Роди Миличи
Роди Миличи (итал. Rodì Milici) је насеље у Италији у округу Месина, региону Сицилија.
Према процени из 2011. у насељу је живело 1436 становника. Насеље се налази на надморској висини од 168 м.

## Становништво
Према резултатима пописа становништва 2011. у општини је живело 2.130 становника.
| 1931. | 1936. | 1951. | 1961. | 1971. | 1981. | 1991. | 2001. | 2011. |
| ----- | ----- | ----- | ----- | ----- | ----- | ----- | ----- | ----- |
| 3.057 | 3.196 | 3.201 | 3.053 | 2.557 | 2.520 | 2.334 | 2.335 | 2.130 |